# Geno Studio
GENO STUDIO  (яп. ジェノスタジオ公式 Кабусики-гайся Гэно студазио ) — японская анимационная студия, расположенная в Токио.

## История
Студия была основана 19 ноября 2015 года несколькими бывшими сотрудниками компании Manglobe после того, как последняя полностью обанкротилась. Официально основателем числится Кондзи Ямамото.

## Работы

### ТВ-сериалы
- Kokkoku (2018)[3]
- Golden Kamuy (2018—2020)[4]
- Pet (2020)
- Shine On! Bakumatsu Bad Boys! (2022)
- Your Forma (2025)

### OVA
- Golden Kamuy (2018)

### Полнометражные фильмы
- Gyakusatsu Kikan (февраль 2017, наследие от Manglobe)[5]